# Raymond Joob
Raymond Joob, eigentlich Raymond Job (* 2. Januar 1916 in Düsseldorf, Deutsches Reich; † 1983), war ein deutscher Schauspieler.

## Leben und Wirken
Joob hatte, bis er 1946 das Max Reinhardt Seminar in Wien besuchen durfte und dort sein künstlerisches Rüstzeug erhielt, bis zum Kriegsende 1945 im Dritten Reich erst den obligatorischen Arbeitsdienst ableisten müssen und anschließend den gesamten Krieg gedient. Seinen Bühneneinstand gab Joob im niederösterreichischen St. Pölten. Weitere Theaterstationen wurden Bayreuth, Coburg, Celle, Hannover, Basel, Wuppertal, Baden-Baden, Hamburg und Berlin. Anschließend war Joob freischaffend tätig.
Mit Beginn der 1950er Jahre stand Raymond Joob auch vor der Kamera, seitdem er sich in Hamburg niedergelassen hatte, vor allem in norddeutschen Film- wie Fernsehproduktionen. Joob spielte Nebenrollen aller Arten: Mal wurde er als Rechtsanwalt eingesetzt, mal als Matrose, mal als Offizier und dann wieder als einfacher Polizist. Eine durchgehende Rolle hatte er an der Seite von Inge Meysel in der von Gyula Trebitsch produzierten und von Georg Tressler inszenierten Fernsehserie Gertrud Stranitzki. Joob, der einen Zweitwohnsitz an der Riviera besaß, trat auch in Fernsehshows wie Haifischbar auf und hatte auch Hörspiele aufgenommen.

## Filmografie
- 1950: Czardas der Herzen
- 1958: Das Mädchen mit den Katzenaugen
- 1958: Begegnung in Singapur
- 1958: Colombe
- 1958: Der Mann, der sich verkaufte
- 1959: Drillinge an Bord
- 1959: Nacht fiel über Gotenhafen
- 1960: Stahlnetz: E ... 605
- 1960: Fabrik der Offiziere
- 1962: Leben des Galilei
- 1965: Der Fall Maria Schäfer
- 1965: John Klings Abenteuer (eine Folge)
- 1965: Gestatten, mein Name ist Cox (eine Folge)
- 1965–67: Gertrud Stranitzki (TV-Serie)
- 1966: Cliff Dexter (eine Folge)
- 1966: Polizeifunk ruft (eine Folge)
- 1967: Ein Fall für Titus Bunge (eine Folge)
- 1968: Ein Sarg für Mr. Holloway
- 1970: Der Kurier der Kaiserin (eine Folge)
- 1974: Hamburg Transit (eine Folge)
- 1974: Im Auftrag von Madame (eine Folge)
- 1980: I. O. B. – Spezialauftrag (eine Folge)